# Тепловой резервуар
Тепловой резервуар, резервуар тепловой энергии или тепловая ванна — это термодинамическая система с достаточно большой теплоемкостью, так что когда она находится в тепловом контакте с другой системой, представляющей интерес, или её окружающей средой, её температура остается практически постоянной. Это фактически бесконечный пул тепловой энергии при данной постоянной температуре . Температура резервуара не меняется, когда тепло добавляется или извлекается из бесконечной теплоемкости. Поскольку он может действовать как источник и приемник тепла, его часто также называют тепловым резервуаром или тепловой ванной .
Озера, океаны и реки часто служат тепловыми резервуарами в геофизических процессах для описания погоды. В науке об атмосфере большие воздушные массы в атмосфере часто функционируют как тепловые резервуары.
Статсумма {\displaystyle Z(E)} тепловой ванны с температурой {\displaystyle T} имеет свойство
{\displaystyle Z(E+\Delta E)=Z(E)e^{\Delta E/k_{B}T},}
где {\displaystyle k_{B}} — постоянная Больцмана. Таким образом, она изменяется на тот же коэффициент при добавлении определённого количества энергии. Экспоненциальный множитель в этом выражении можно отождествить с обратной величиной больцмановского множителя.